# Рахманова, Ирина Анатольевна
Ири́на Анато́льевна Рахма́нова (род. 6 августа 1981, Юбилейный, Московская область) — российская актриса.

## Биография
Родилась в семье военнослужащего, мама работала инженером. Брат старше на пять лет.
В 13 лет впервые попала за кулисы Московского театра юного зрителя, где до окончания школы была неофициальным помощником осветителя. Планировала поступить в Театрально-технический институт на художника по свету или гримёра, не прошла конкурс в ГИТИС, приходила поступать в Щукинское училище, но не решилась сдавать экзамены, по совету мамы поступила в Международный Славянский институт имени Г. Р. Державина, на курс Людмилы Ивановой.
Впервые появилась на экране в эпизодической роли в фильме Алексея Балабанова «Брат 2» (2000). Первую свою серьёзную роль сыграла в комедийной мелодраме «Ехали два шофёра» (2001). В следующем году получила главную роль в российско-украинском телесериале «Завтра будет завтра» (2003).
Широкую известность получила после главной роли детектива Виолы Таракановой в телесериале по мотивам книг Дарьи Донцовой «Виола Тараканова» на канале СТС (2004-2006). При этом писательница специально под Рахманову изменила возраст Виолы.
В числе наиболее известных картин с её участием: «9 рота» (2005), «Питер FM» (2006), «ЖАRА» (2006), «Беглянки» (2007) и «Красный жемчуг любви» (2008), «Вангелия» (2013), «Батальонъ» (2015).

## Фильмография

### Роли в кино
- 2000 — Брат 2 — девушка в бане
- 2001 — Ехали два шофёра — Рая
- 2001 — Семейные тайны
- 2002 — Тайна Лебединого озера — милиционер Женя
- 2002 — Завтра будет завтра — Маша Петрова
- 2003 — Вкус убийства — Женя Гурзо
- 2003 — Участок — Оля Савичева
- 2003 — Француз — попутчица в купе поезда
- 2004—2006 — Виола Тараканова. В мире преступных страстей — Виола Тараканова
- 2004 — Наваждение — Алла Простова
- 2004 — О любви в любую погоду — работница сосисочной фабрики
- 2005 — 9 рота — «Белоснежка»
- 2005 — Время собирать камни — жена зав. клубом
- 2005 — Солдатский декамерон — Рая, телефонистка
- 2005 — Хиромант — Ольга Олеговна, первая клиентка Сергея
- 2006 — Питер FM — Лера
- 2006 — Девять месяцев — Лика
- 2006 — Жара — официантка
- 2006 — Точка — Бертолетка
- 2007 — Беглянки — Нюра Уханова, деревенская почтальонша
- 2007 — Любовь Авроры — Аврора Вишневская
- 2007 — Красный жемчуг любви — Лида
- 2009 — Лёд в кофейной гуще — Люся
- 2009 — Это я — Катя
- 2009 — Московский дворик — сексотка
- 2010 — Дочь якудзы — Зинка
- 2011 — Наркомовский обоз — Прасковья Марченко
- 2012 — Блиндаж — Серафима
- 2012 — День учителя — Серафима
- 2012 — После школы — Клара, мама Гарика, парикмахер собак
- 2013 — Брак по-русски — Надя
- 2013 — Вангелия — Ванга (в среднем возрасте)
- 2014 — Лабиринты судьбы — жена Ивана
- 2015 — Батальонъ — Фроська
- 2017 — Блокбастер — Наташа
- 2019 — Мама, я уезжаю — Катерина
- 2019 — Пилигрим — Раиса
- 2019—2021 — Детектив на миллион — майор Ульяна Соколова
- 2022 — Пассажиры. Последняя любовь на Земле
- 2022 — Соколова подозревает всех — майор Ульяна Соколова
- 2022 — Шифр — Сима

### Озвучивание
- 2006 — Особенный — Картошка, мама Сашка
- 2008 — Феи — Розетта
- 2009 — Феи: Потерянное сокровище — Розетта
- 2010 — Феи: Волшебное спасение — Розетта
- 2010 — Бьютифул — Марамбра
- 2011 — Турнир долины фей — Розетта
- 2012 — Феи: Тайна зимнего леса — Розетта
- 2013 — Иван Царевич и Серый Волк 2 — лунная лягушка
- 2013 — Феи: Загадка пиратского острова — Розетта